# 陈学俊
陈学俊（1919年3月5日—2017年7月4日），男，安徽滁县人，中国热能动力工程学家，中国科学院院士。中国多相流热物理学科的奠基人。

## 生平
陈学俊于1935年考入国立中央大学机械系。1939年毕业后任职于重庆中央工业试验所，从事锅炉制造的研究。1944年前往美国燃烧工程公司实习考察。次年起就读于普渡大学，1946年获机械工程硕士学位。
1947年回国后任中央工业试验所热工研究室主任。中华人民共和国成立后任教于交通大学，历任锅炉教研室主任、动力系副主任等职。1952年加入九三学社。1956年交通大学西迁后长期在西安交通大学任教，曾任动力机械系主任、副校长、工程热物理研究所所长等。

## 社会兼职
曾任中国工程热物理学会理事长，动力工程多相流国家重点实验室主任，九三学社中央副主席、名誉副主席，陕西省人大常委会副主任，全国政协常委等职。

## 荣誉
1980年当选中国科学院技术科学部学部委员（院士）。1996年当选第三世界科学院院士。